# Ossera
Ossera – miejscowość w Hiszpanii, w Katalonii, w prowincji Lleida, w comarce Alt Urgell, w gminie La Vansa i Fórnols.
Według danych INE w 2020 roku liczyła 23 mieszkańców – 10 mężczyzn i 13 kobiet. 